# Пардівілл (Вісконсин)
Пардівілл (англ. Pardeeville) — селище (англ. village) в США, в окрузі Колумбія штату Вісконсин. Населення — 2074 особи (2020).

## Географія
Пардівілл розташований за координатами 43°32′14″ пн. ш. 89°18′10″ зх. д. / 43.53722° пн. ш. 89.30278° зх. д. (43.537272, -89.302647).  За даними Бюро перепису населення США в 2010 році селище мало площу 5,88 км², з яких 4,99 км² — суходіл та 0,89 км² — водойми.

## Демографія
Згідно з переписом 2010 року, у селищі мешкало 2115 осіб у 918 домогосподарствах у складі 563 родин. Густота населення становила 360 осіб/км².  Було 1003 помешкання (171/км²).
Расовий склад населення:
| - 97,2 % — білих - 0,9 % — азіатів - 0,3 % — чорних або афроамериканців - 0,2 % — корінних американців |

До двох чи більше рас належало 1,0 %. Частка іспаномовних становила 1,6 % від усіх жителів.
За віковим діапазоном населення розподілялося таким чином: 23,2 % — особи молодші 18 років, 60,9 % — особи у віці 18—64 років, 15,9 % — особи у віці 65 років та старші. Медіана віку мешканця становила 38,9 року. На 100 осіб жіночої статі у селищі припадало 94,8 чоловіків;  на 100 жінок у віці від 18 років та старших — 95,4 чоловіків також старших 18 років.
Середній дохід на одне домашнє господарство  становив 59 950 доларів США (медіана — 52 451), а середній дохід на одну сім'ю — 70 106 доларів (медіана — 63 009). Медіана доходів становила 49 028 доларів для чоловіків та 36 572 долари для жінок. За межею бідності перебувало 6,9 % осіб, у тому числі 5,5 % дітей у віці до 18 років та 11,7 % осіб у віці 65 років та старших.
Цивільне працевлаштоване населення становило 1155 осіб. Основні галузі зайнятості: освіта, охорона здоров'я та соціальна допомога — 22,3 %, виробництво — 17,7 %, публічна адміністрація — 10,6 %, будівництво — 8,9 %.